# NR Canis Majoris
NR Canis Majoris (HD 58954) – gwiazda podwójna ciągu głównego, karzeł typu widmowego F w gwiazdozbiorze Wielkiego Psa.

## Położenie
NR Canis Majoris leży około 301,17 lat świetlnych od Ziemi, w gwiazdozbiorze Wielkiego Psa, na wschód od Syriusza, blisko granicy z gwiazdozbiorem Rufy. Jej deklinacja to -17° 51′ 52,19″, natomiast rektascensja – 07h 27m 8,023s. Gwiazda zbliża się do Słońca z prędkością 29 km/s i za około trzy miliony lat przypuszczalnie będzie leżała od niego 14 lat świetlnych. Będzie miała wówczas jasność -0,88 mag i będzie najjaśniejszą na nocnym niebie.

## Właściwości fizyczne
Gwiazda podwójna ciągu głównego, gwiazda zmienna typu Delta Scuti. Jest słabo widoczna gołym okiem, koloru żółto-białego (karzeł). Temperatura jej powierzchni wynosi pomiędzy 6000 a 7500 kelwinów. Jej jasność absolutna wynosi 40,4 L☉, a obserwowana wielkość gwiazdowa -5,6. 